# Scharl

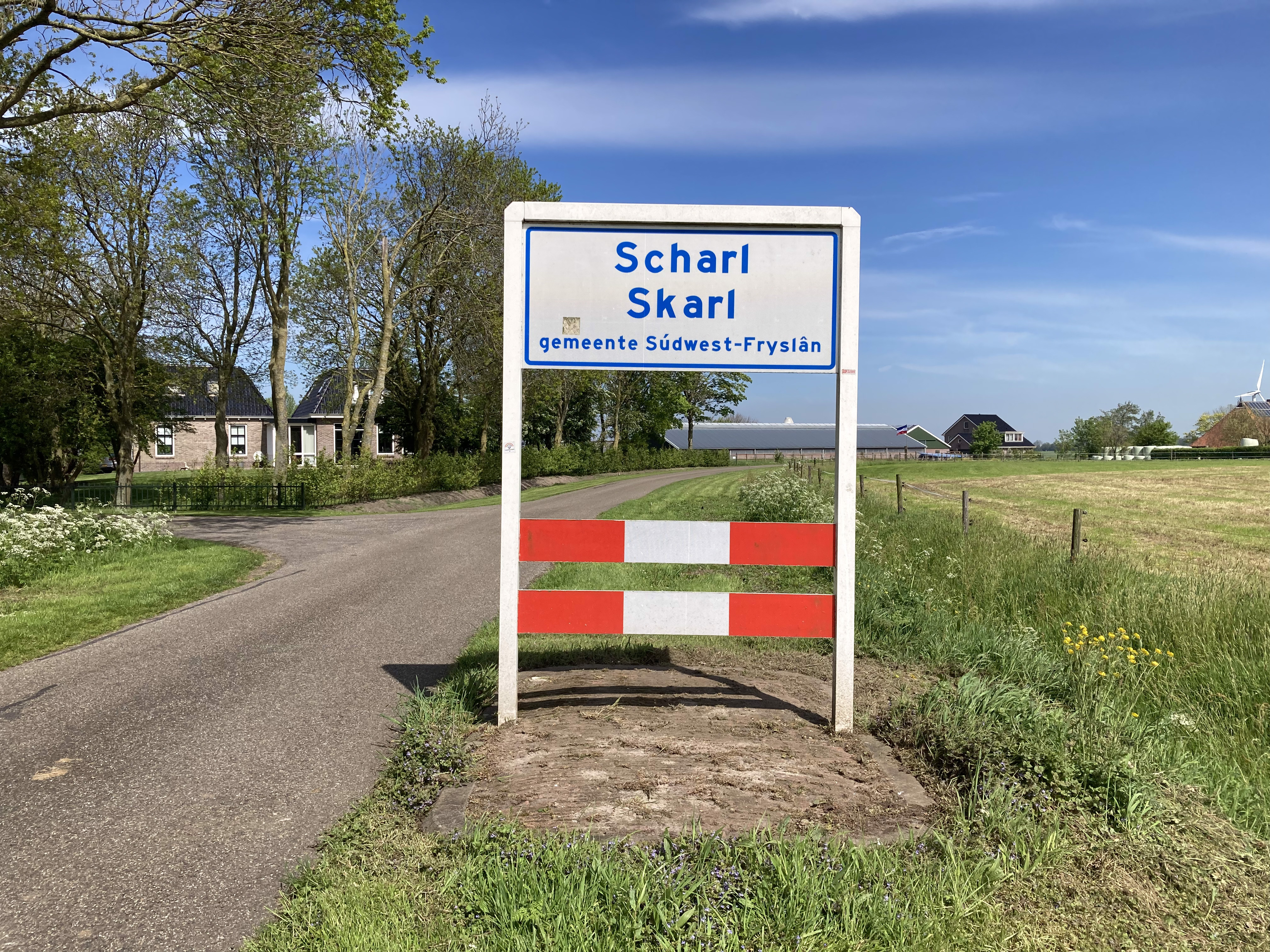
Plaatsnaambord van Scharl (fries: Skarl)

Scharl (Fries: Skarl) is een gehucht in de gemeente Súdwest-Fryslân, in de Nederlandse provincie Friesland. Scharl ligt ten zuidoosten van Stavoren en ten zuidwesten van Warns. Het gehucht ligt in het postcodegebied van de plaats Warns. Het dorp bestaat uit een handvol huizen. Volgens het CBS telde het Scharl in 2021 25 inwoners.

## Naam
De naam Scharl kan op verschillende manieren verklaard worden. Het kan gaan om (1) Fries sker 'aandeel in de gemeentegrond' of om Fries skerne 'mest, mestvaalt'. Het meest waarschijnlijk is echter een grondwoord schaar of schoor 'land aan water, oever' met de uitgang -lo 'bos'. Scharl komt in dat geval van Oud-Fries *skar-lā en betekent dan 'oever-woud', net als zijn tegenhanger Scharrel (1459) in het Oost-friese Saterland.

## Geschiedenis
Scharl is in de late middeleeuwen ontstaan, waarschijnlijk in de 13e eeuw. De eerste vermelding van de plaats betreft het jaar 1412 wanneer sprake is van Scarle. In 1487 wordt het vermeld als Scherl en in 1505 als Scharlle.
Volgens de onbetrouwbare kroniek van Andreas Cornelius uit 1597 werd er in 1304 tussen Scharl en Warns een spookverschijning gezien van twee strijdende mannen met hun legers. Dit zou de aankondiging zijn geweest van een vetestreid tussen beide dorpen, waarbij in 1306 aan iedere zijde 150 doden vielen. Dit gegeven berust niet op historische bronnen.
De kerk van Scharl wordt sinds 1518/19 vermeld. Van de kerk van het naburige Laaxum wordt sinds de 13e eeuw niets meer vernomen.  in de 16e eeuw is Laaxum een buurtschap van Scharl. De kerk werd in 1723 gesloopt. Op het kerkhof kwam een klokkenstoel te staan.
Bij Scharl bevindt zich het Rode Klif, dat een belangrijke rol speelt in Friese historische sagen. Deze verhalen werden toegeschreven aan de (fictieve) kroniekschrijver Ocka Scharlensis (Occo van Scharl), die omstreeks het jaar 900 geleefd zou hebben. Het is niet bekend waarom de onbekende auteur deze naam heeft gekozen.
Dankzij een foutieve interpretatie van de bronnen geloofde men sinds de 18e eeuw dat de Slag bij Stavoren in 1345 zich in werkelijkheid bij het Rode Klif zou hebben afgespeeld. Bij deze slag kwam graaf Willem IV van Holland, die bij Stavoren aan land was gekomen om de Friezen te bevechten, de dood. Sinds 1942 vinden bij het Rode Klif te Scharl de herdenkingen van de Slag bij Warns plaats.

## Klokkenstoel en erehof
De moderne klokkenstoel dateert van 1898 en is het enige rijksmonument van Scharl. De oude klokkenstoel was destijds al verdwenen. De klok van de klokkenstoel is een gegoten mistbel uit Stavoren, van het jaar 1597. Het kerkhof is ook nog aanwezig is omzoomd door bomen.
Op het kerkhof ligt het erehof Scharl, waar enkele gesneuvelden van de Tweede Wereldoorlog liggen begraven.

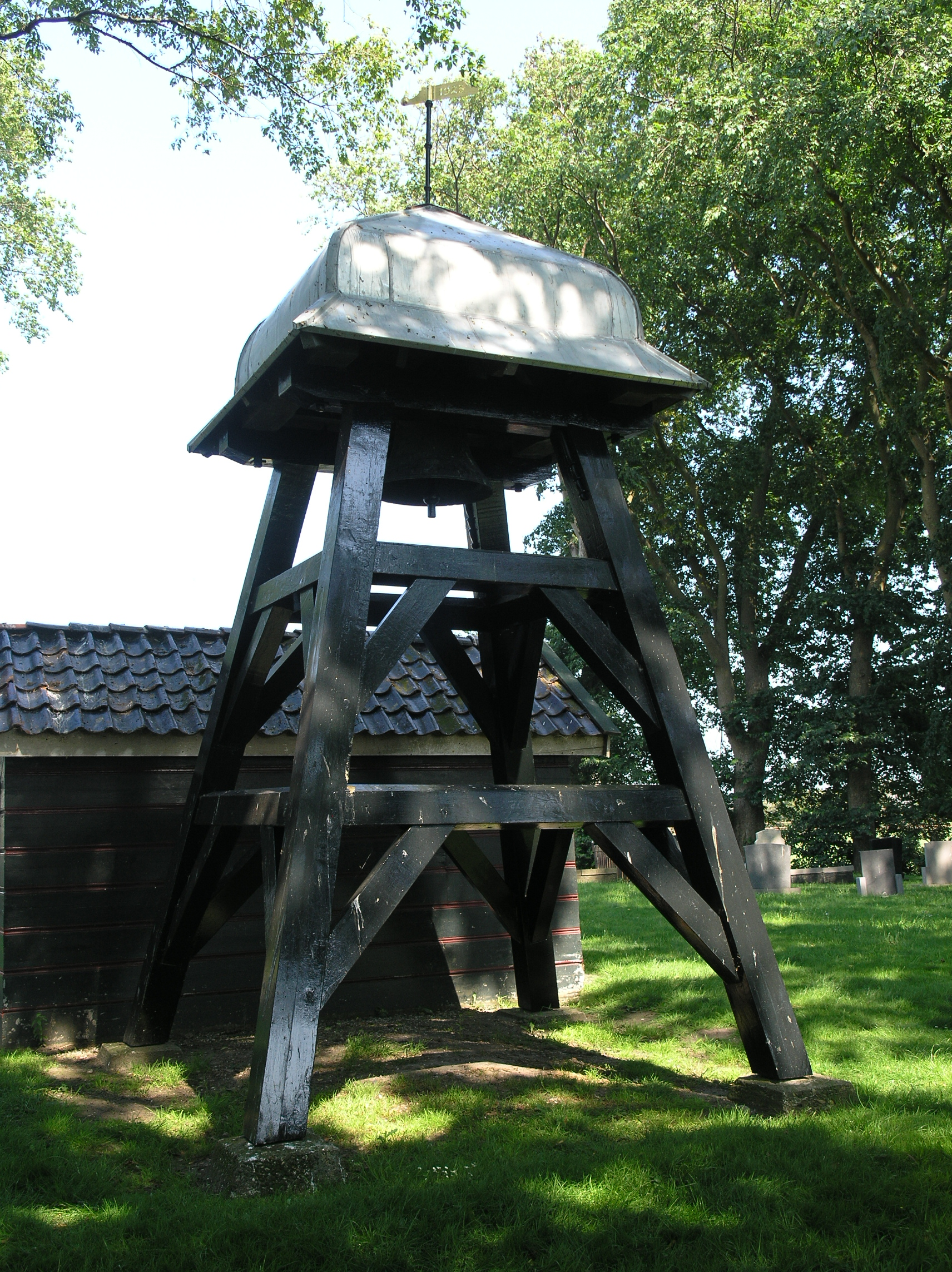
Klokkenstoel op begraafplaats
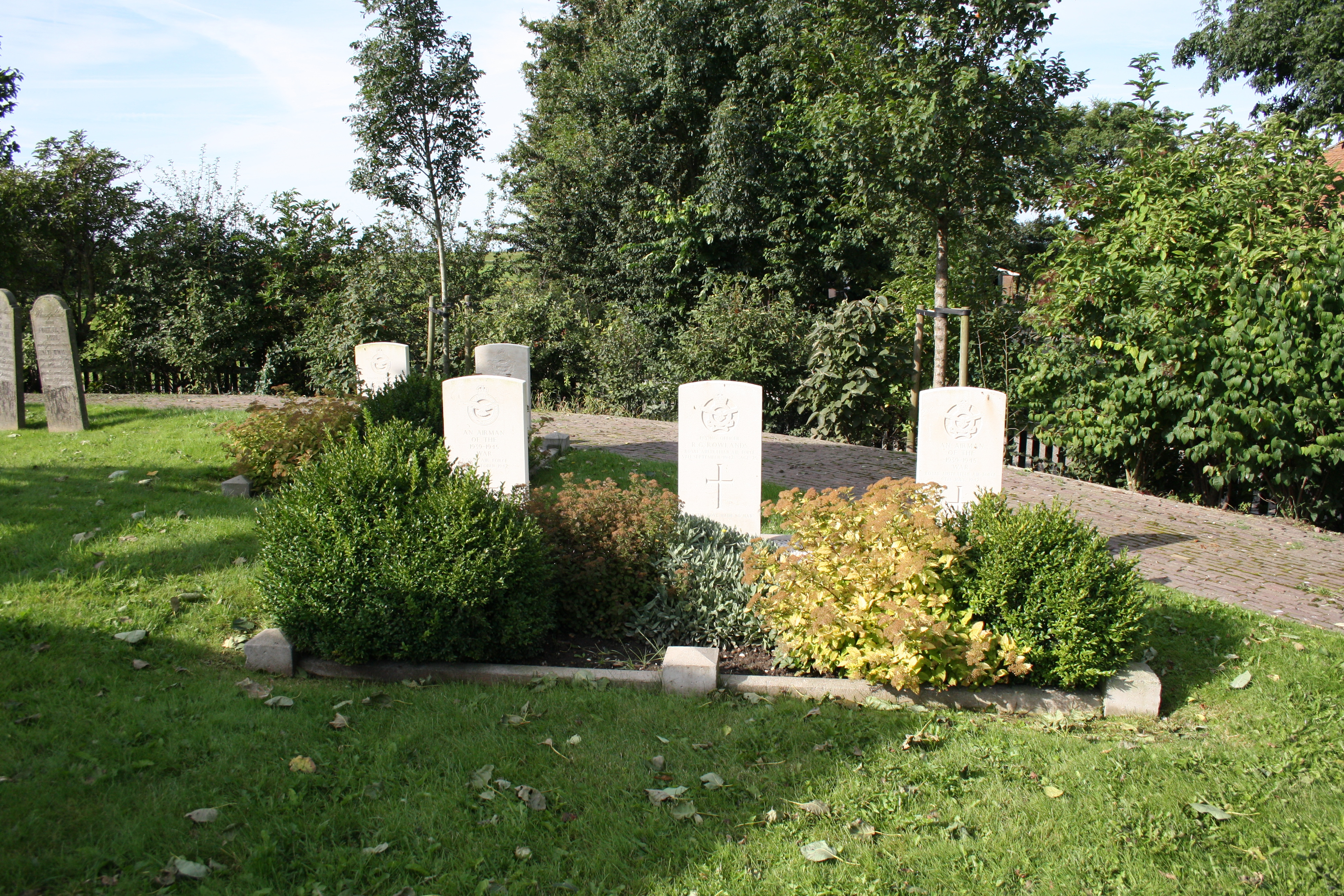
Het Erehof Scharl
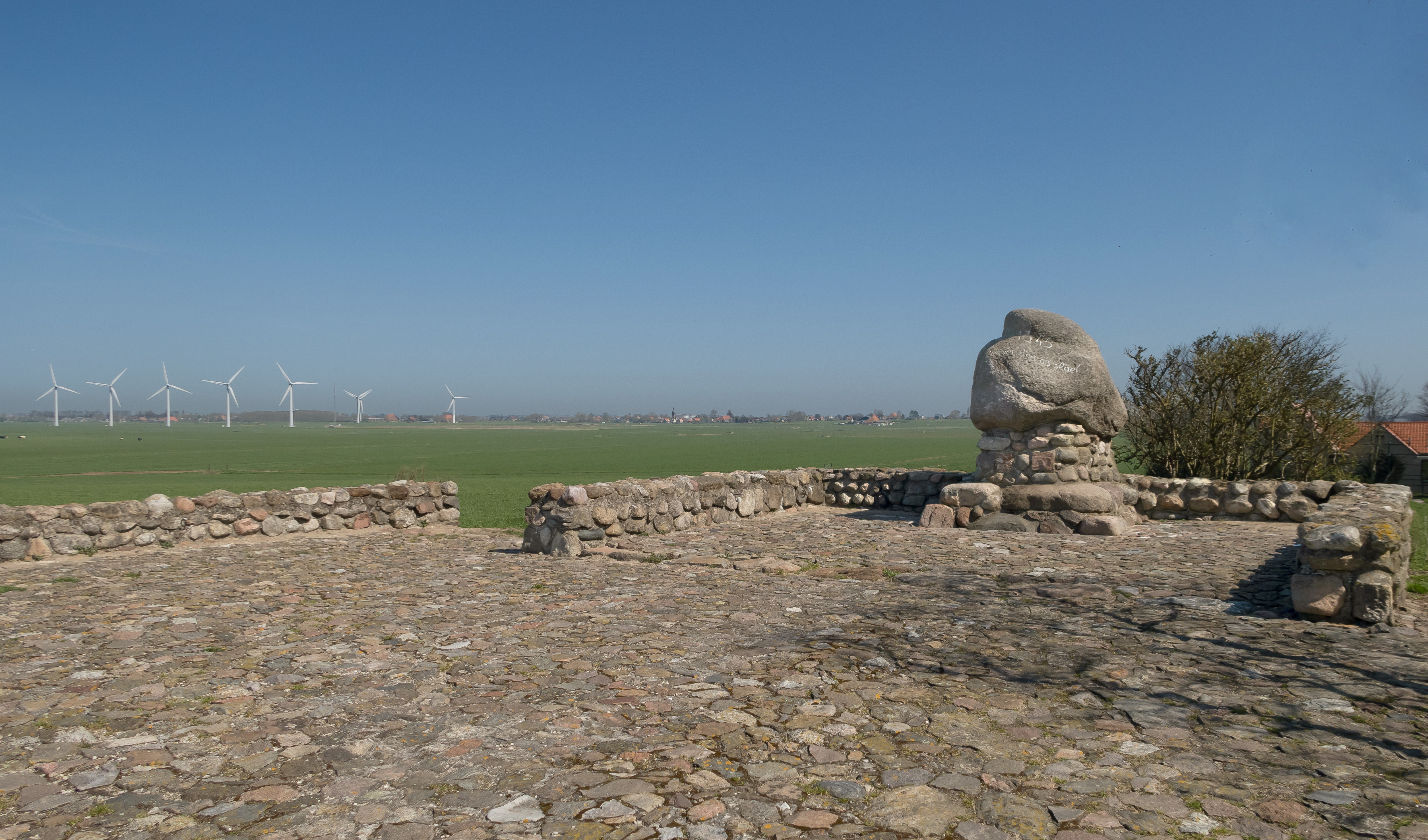
Monument ter herdenking aan de Slag bij Warns op het Rode Klif in Scharl